# Cormega
Cory McKay (* 1969, Queens, New York) spíše známý jako Cormega je americký rapper, který se proslavil svými alby z přelomu tisíciletí a členstvím ve skupině The Firm, kterou založil rapper Nas. Také je zakladatelem labelu Legal Hustle Records.

## Dětství
Vyrůstal v domovních projektech Queensbridge, kde se spřátelil s budoucími slavnými rappery jako jsou Nas, Mobb Deep, Capone-N-Noreaga a Nature na přelomu 80. a 90. let 20. století měl příležitost hostovat na albech rapperů Hot Day a Blaq Poet. V roce 1991 byl odsouzen na pět let do vězení za ozbrojenou loupež, po čtyřech letech byl však propuštěn.

## Hudební kariéra
Roku 1995, po návratu z vězení, se naplno začal věnovat rapu. Hostoval na albu Nase It Was Written. Při nahrávání písně se setkal s rapperem AZ a rapperkou Foxy Brown. Právě toto setkání vedlo k pozdějšímu vytvoření skupiny The Firm. Navíc tato spolupráce vedla k jeho upsání pod label Def Jam Recordings. Nahrávací společnosti Stoute, která vlastnila smlouvu se skupinou The Firm, však nepřišel jako vhodný adept pro skupinu a tak ho nahradili rapperem Nature. To ovšem rozbilo i jeho vztahy s Nasem a Def Jam odložil nahrání jeho alba na neurčito.
V roce 2000 mu vypršela smlouva u Def Jamu a tak začal svou vlastní kariéru na svém labelu Legal Hustle Records. Zde také začal vydávat mixtapy, které obsahovaly dissy na Nature a Nase O rok později vydal své debutové album The Realess, které sklidilo úspěch především u kritiků. Texty se zaměřovaly na problémy v černošských ghettech. Následujícího roku vydal další album nazvané The True Meaning, které časopis The Source označilo za "Undergroundové album roku". Roku 2004 vydal kompilaci Legal Hustle, na které představil i ostatní členy svého labelu. O rok později mu bylo umožněno vydat písně, které nahrál u Def Jamu na svém labelu, tak vzniklo album The Testament.
Roku 2005 ukončil svůj spor s Nasem. Následujícího roku, na důkaz přátelství, vystoupil na Nasově koncertu. Ve stejném roce vydal i DVD nazvané Who Am I?, které obsahuje čtyři roky natáčení z jeho života, DVD bylo znovuvydáno v roce 2007 i se stejnojmenným soundtrackem. V roce 2009 vydal zatím své poslední album Born and Raised.

## Diskografie

### Alba
| Rok  | Album                                                                         | Nejvyšší umístění v hitparádě | Nejvyšší umístění v hitparádě |
| Rok  | Album                                                                         | US 200                        | US Hip-Hop                    |
| ---- | ----------------------------------------------------------------------------- | ----------------------------- | ----------------------------- |
| 2001 | The Realness - Vydáno: 25. července 2001 - Vydavatel: Legal Hustle, Landspeed | 111                           | 24                            |
| 2002 | The True Meaning - Vydáno: 11. června 2001 - Vydavatel: Legal Hustle          | 95                            | 25                            |
| 2004 | Legal Hustle - Vydáno: 25. května 2004 - Vydavatel: Koch Rec.                 | 174                           | 22                            |
| 2005 | The Testament - Vydáno: 22. února 2005 - Vydavatel: Legal Hustle              | —                             | 76                            |
| 2007 | Who Am I? - Vydáno: 20. listopadu 2007 - Vydavatel: Legal Hustle              | —                             | 76                            |
| 2009 | Born and Raised - Vydáno: 20. října 2009 - Vydavatel: Aura                    | —                             | —                             |
| 2011 | Raw Forever - Vydáno: 27. září 2011 - Vydavatel: Aura, Legal Hustle           | —                             | —                             |
| 2014 | Mega Philosophy - Vydáno: 22. července 2014 - Vydavatel: Slimstyle Records    | —                             | —                             |